# Caloptilia bimaculata
Caloptilia bimaculata är en fjärilsart som beskrevs av Liu och Yuan 1990. Caloptilia bimaculata ingår i släktet Caloptilia och familjen styltmalar. Inga underarter finns listade i Catalogue of Life.